# Hamanami (destroyer)
L'Hamanami (浜波) était un destroyer de classe Yūgumo en service dans la Marine impériale japonaise pendant la Seconde Guerre mondiale.

## Historique
Le destroyer participe aux batailles de la mer des Philippines, du golfe de Leyte et de Samar. Il fut affecté à la Première force opérationnelle de diversion. Le 26 octobre, le destroyer secourt des survivants du croiseur Noshiro.
Le 11 novembre 1944, pendant la bataille de la baie d'Ormoc, alors qu'il escorte le convoi de troupes n ° 3 de Manille (Philippines) à Ormoc, il est coulé par des avions de la Task Force 38 dans la baie d'Ormoc, à l'ouest de Leyte, à la position géographique 10° 50′ N, 124° 35′ E. Le destroyer Asashimo secourt 167 survivants, dont le Capitaine Oshima Ichitaro et le Commandant Motokura. 63 hommes d'équipage décèdent dans ce naufrage.